# مت فریزر(ورزشکار)
متهیو فریزر (متولد ۱۹۹۰) یک ورزشکار آمریکایی حرفه ای کراس فیت است. فریزر اولین نفری است که پنج عنوان قهرمانی کراسفیت گیمز را به دست آورد و به‌طور متوالی در مسابقات کراسفیت گیمز ۲۰۱۶، ۲۰۱۷، ۲۰۱۸، ۲۰۱۹ و ۲۰۲۰ برنده شد.
فریزر سابقه وزنه‌برداری را دارد و یک قهرمان ملی در رده جوانان بود. وی اولین حضور خود را در کراسفیت گیمز۲۰۱۴ انجام داد و پس از یک نمایش قدرتمند مقام دوم را به دست آورد. او در سال ۲۰۱۵ با بازنشستگی چهار بار مدافع عنوان قهرمانی ریچ فرونینگ جونیور آماده قهرمانی بود، اما در آخرین رویداد توسط بن اسمیت شکست خورد. سال بعد، فریزر با اختلاف رکورد مقام اول را به دست آورد و در هر چهار کراسفیت گیمز بعدی برنده شد. وی از رکورد چهار قهرمانی متوالی ریچ فرونینگ جونیور در سال ۲۰۲۰ پیشی گرفت.